# 西餐廳

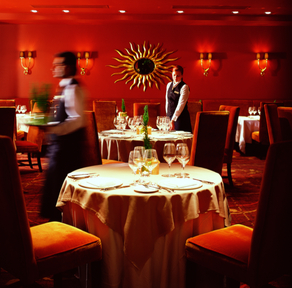
一家西餐廳內部陳列

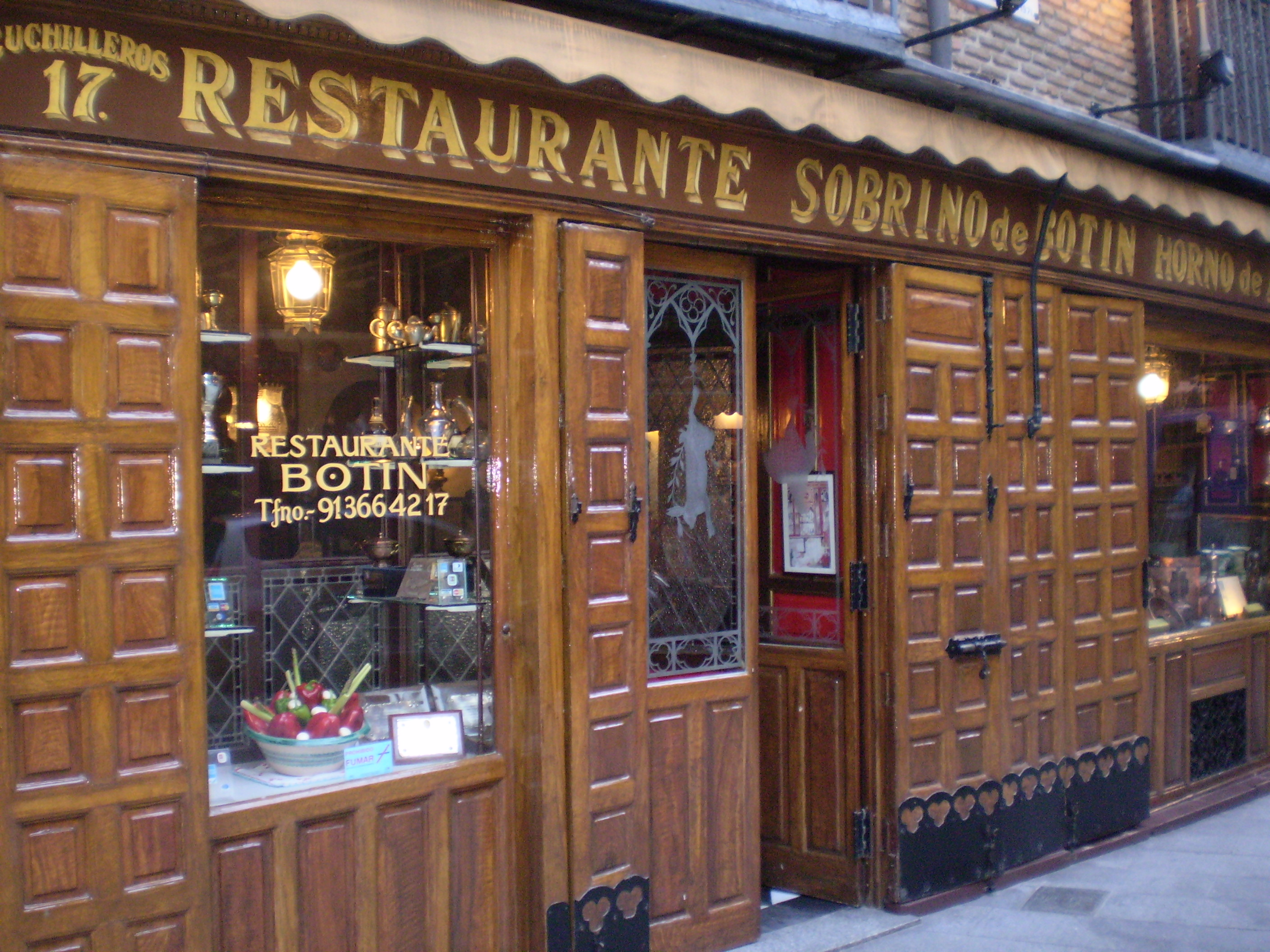
西班牙馬德里1725年開業的Sobrino de Botin為世界最古早的現代化西餐廳

西餐廳是供應西餐為主的餐館，因為歐洲不同地方的菜系不同，又分為法式、英式、意式、俄式、德式、西班牙式等幾種。
在西方，雖然旅館和酒館古已有之，但主要針對旅客，本地人絕少光顧。到了18世紀，專為客人烹調食物的餐館才出現。根據健力士世界紀錄大全，西班牙馬德里的 Sobrino de Botin 是現存最古老的西餐館，開立於1725年。第一間現代模式的餐廳（即客人各於不同餐桌坐下、從餐牌選菜、有指定營業時間）是開業於1782年的 Grand Taverne de Londres。
1789年法國大革命後，法国飲食業同業公會解散，貴族逃亡，留下大批擅於烹調的佣人，加上大批從法國不同省份湧到巴黎的人有膳食需求，於是餐館在巴黎如雨後春筍般開業，漸漸形成了法國人外出用膳的傳統，并使得法国烹饪如此受欢迎和高级化。
餐館之後在世界各地迅速發展，美國首家餐館Jullien's Restarator於1794年在波士頓開業。在日本的西餐廳提供的西式食品稱為洋食，台灣的西餐廳則經由日本傳入。